# 桜田氏
桜田氏（さくらだ）は、越後城氏の末裔と一族内で伝え、伊達持宗の代より伊達家に仕える。伊達成宗、尚宗及び稙宗時代の前半迄は宿老（伊佐早文書　伊達家譜他）。その後、伊達秀宗の伊予宇和島10万石拝領に伴い、宇和島に移る。

## 概要
伊達家配下の一族。宇和島に移った後、和霊神社祭神である 山家公頼が討たれた和霊騒動の当事者となる。明治時代初演の歌舞伎「君臣船浪宇和島」により悪役とされ広まったが、実際は上意討だった。幕末まで家老職として続く。高野長英が伊達宗城に庇護された際は、家老櫻田佐渡の別荘（新町）に居住していた。
宇和島に移る前は、伊達成宗の時代より代々川俣を領したと「櫻田家史」にあるが、「晴宗公采地下賜録」3巻中現存する2巻にはその形跡が見受けれない。そのこともあり「河股城跡発掘調査報告書」（川俣町史資料）では、伊達晴宗時代以前の櫻田氏川俣領有は疑わしいと記載している。しかし「奥相茶話」には「懸田氏一族川俣城主」、相馬家家臣木幡継清家系図（継清は主に天正時代に活躍）には継清妹の母親として「川俣城主櫻田右兵衛宗秀女」と記載がある。伊達氏と相馬、懸田氏が親密関係にあった時代を勘案すれば、少なくとも伊達稙宗の時代には川俣城主（当時は城ノ倉城）として、櫻田一族の誰かがいたと思われる。
川俣に城は南北朝時代よりあり、川俣城（城ノ倉城）→河股城（館ノ山城）へと伊達政宗の時代に中心が移った。
それぞれに古い時代、新しい時代の遺構もあり、南北朝時代の川俣城がどちらであるかは断定し難い。河股城からは他に三引両漆器等、伊達氏の城に共通して　発掘される遺物が出土されている。

## 歴史書
櫻田家編纂の歴史書あり。宇和島伊達藩家臣であった為、櫻田家所持の文書等は仙台伊達藩「伊達正統世次考」、「伊達世臣家譜」編纂時に織り込まれていないように思われる。このことは逆に、櫻田家編纂の歴史書にしか残っていない事柄がある、という可能性も生み出している（ただし検証は十分に行う必要性がある。小林清治『桑折町史叢書第8集』解説にて「伊達正統世次考などに記されぬ史実所在が示されている。他方、～　正統世次考あるいは文書の所伝とは明らかに矛盾する記載も数々みられる」）。
- 旧記

櫻田家史に「旧記に～」との記載があり、その存在が類推される。
- 櫻仁鑑

『櫻田家系・合戦記』に引用元として出てくる。伊達持宗以降の時代で関係のあった各人物について、書き留められてきたものらしい。
- 櫻田家史

愛媛県宇和島市　財団法人宇和島伊達文化保存会に写あり。全5巻。「成実記」が記された以降、江戸中期の編纂か。小林清治によると、1巻は城資永より始まり南北朝期にかけての時代。2巻はその後～伊達持宗大仏城の戦に際し伊達家に仕えるまで。3～5巻は文明元年より伊達政宗の時代について記載されている。3～5巻は桑折町史叢書第8集に収録。
- 櫻田家系・合戦記

川俣町史資料 第13集に収録。その内容から「櫻田家史」に、「伊達正統世次考」、「伊達世臣家譜」をもととする修正を加え、略書として編集されたと思われる。

### 櫻田家史における、他文書と異なる記載例
史実と思われる部分
- 伊達尚宗正室を越後上杉氏より迎えた際、「文明の末～　入輿の事、伊達家は櫻田隠岐守奉行し」と記載。「伊達正統世次考」には特に記載がみえないが、上杉中条家文書にも櫻田隠岐守が使者として来たことが記されている。

史実かどうか、検証を要する部分
- 片倉景綱　-　祖父は片倉壱岐守、祖父の弟は片倉藤左衛門。父は片倉主水正。片倉主水正は中野宗時が謀反した元亀の変、小松城の戦で戦死。名前が「片倉小十郎」から「備中守景綱」へと変わる迄の間、「片倉宗巽」と記載している期間がある。
- 伊達政宗の幼名について　-　「梵天丸」ではなく、「孫呉丸」と記載している。
- その他、年代を誤っていると思われる個所が複数ある。特に天文時代に集中。他、天正4年伊達輝宗が相馬戦にて大敗した合戦の年号を、元亀元年春としている。
- 『櫻田家史』には記載されず、『櫻田家系・合戦記』に追記された点。伊達尚宗が内紛（家督相続に際して庶兄の出羽守を擁立する動き）により一時蘆名に逃れた事件について、下記を記載。『伊達正統世次考』には見受けられない内容。庶兄出羽守擁立派：藤田、泉沢、留守氏。伊達尚宗擁立派：櫻田、牧野、中野、大町、内馬場、飯田、遠藤氏。